# Върховен съд на САЩ
Върховният съд на САЩ (на английски: Supreme Court of the United States) е най-висшият съдебен орган на САЩ, който стои начело на съдебната власт на Федералното правителство на САЩ. Върховният съд е базиран в столицата Вашингтон.
Съдът се състои от 9 съдии: председателя на върховния съд и 8 други. Съдиите са предлагани от президента и подлежат на одобрение от Сената. Съдиите се назначават до живот и напускат поста си, само ако починат, подадат оставка, са обвинени а и впоследствие са осъдени или се пенсионират.
Върховният съд упражнява обикновена и апелативна юрисдикция. Голяма част от решенията му са взети в апелативни дела. Юрисдикцията му е дефинирана в Глава 3, Секция 2 на Конституцията: „Във всички случаи, отнасящи се до посланици, други публични министри и консули и в случаите, когато държавата представлява страна, Върховният съд следва да има юрисдикция.“ Като цяло Върховният съд има юрисдикция над всички дела в смисъла на Глава 3, но подлежи на ограничения от страна на Конгреса.
Върховният съд заседава във Вашингтон, в сградата на Върховния съд на САЩ. Заседанията започват обикновено първия понеделник на октомври и привършват средата на юни или юли. Всеки заседателен сезон се състои от редуващи се двуседмични интервали. През първия интервал се изслушват дела, докато през втория се взимат решения и се пишат становища.